# Tännicht (Sohland an der Spree)
Tännicht, bis 1938 Neuobersohland, ist ein Gemeindeteil des Hauptortes der Gemeinde Sohland an der Spree im Landkreis Bautzen.

## Geographie

### Lage
Tännicht erstreckt sich rechtsseitig des Tännichtwassers am östlichen Fuße des Tännichtberges (461 m). Am nördlichen Ortsrand liegt der Tännichtteich. Südwestlich erhebt sich der Kinderberg (Liščí vrch, 480 m), im Süden der Kuhberg (363 m) und die Friedrich-August-Höhe (469 m), im Osten der Bauersberg (354 m), nordöstlich der Lehdeberg (355 m) sowie im Norden der Wachberg (350 m).

### Nachbarorte
| Wehrsdorf | Wehrsdorf, Neuer Anbau                      | Pilzdörfel    |
|           | Kompassrose, die auf Nachbargemeinden zeigt | Mittelsohland |
| Röhrsdorf | Obersohland, Neudorf                        | Obersohland   |

### Straßen
Der Ortsteil besteht aus den Straßen Tännicht und Wehrsdorfer Straße.

## Geschichte
Im Jahre 1800 ließ der Besitzer der vereinigten Rittergüter Mittel- und Obersohland, Christoph August von der Sahla, in der Wiesenmulde des Tännichtwassers unter dem Tännicht Baustellen zuweisen. Die auf den Fluren des Rittergutes Obersohland entstandene neue Ansiedlung wurde offiziell mit Neuobersohland, volkstümlich zumeist als Tännigthäuser bezeichnet.
Zuvor speiste das Tännichtwasser in den Tännichtwiesen zahlreiche kleine Teiche, von denen die meisten zu Beginn des 19. Jahrhunderts bereits trocken lagen. Der in der Wiesensenke zwischen dem Bauersberg und dem Lehdeberg gelegene Zweidämmige Teich war noch angespannt; er wurde durch einen Graben aus dem Tännichtwasser gespeist und sowohl zum Tännichtwasser als auch zum Gründelwasser abgelassen.
Ab der Mitte des 19. Jahrhunderts bildete Neuobersohland einen Ortsteil der Gemeinde Obersohland, gepfarrt war die Ansiedlung nach Mittelsohland. Seit der 1877 erfolgten Fusion von Obersohland mit Wendischsohland, Mittelsohland und Niedersohland zur Gemeinde Sohland an der Spree, war Neuobersohland ein Ortsteil derselben. 1938 erhielt der Ortsteil den neuen Namen Tännicht.
In den 1970er Jahren wurde am Tännichtberg ein neues Wintersportzentrum aufgebaut, das auch die bisherige Schanze der Freundschaft an der Schwarzen Koppe ersetzte. Zwischen 1969 und 1972 erfolgte der Bau der Tännichtschanze. 1975 entstand die Schülerschanze, außerdem wurde ein Abfahrtshang planiert und ein 375 m langer Hakenschlepplift errichtet. Die Schanzenbaude mit Gaststätte, Clubraum, Übernachtungsplätzen und Sauna wurde 1981 fertiggestellt. 1998 ließ die Gemeinde einen neuen Schlepplift errichten.
Zum 1. Januar 2011 wurde Tännicht als amtlicher Gemeindeteil von Sohland an der Spree gestrichen.

### Verwaltungszugehörigkeit
- 1800: Bautzener Kreis, 1843: Landgerichtsbezirk Bautzen, 1856: Gerichtsamt Schirgiswalde, 1875: Amtshauptmannschaft Bautzen, 1952: Kreis Bautzen, 1994: Landkreis Bautzen, 1. August 2008: Landkreis Bautzen.

## Ortsbild
Tännicht besteht aus einer langen lockeren Häuserzeile entlang des oberen Tännichtwassers. Nur noch vier der Häuser haben Umgebinde. Die im Westen vom ausgedehnten Waldgebiet des Tännicht umgebene Ansiedlung dient seit dem 20. Jahrhundert als Erholungsort. Südwestlich liegen die Sportanlagen des Skiclubs Sohland 1928 e.V. mit der Schanzenbaude.